# Bella (Once Upon a Time)
Bella French (Lacey), es un personaje ficticio en la serie de televisión de ABC, Érase una vez. Es interpretada por Emilie de Ravin. Fue un personaje recurrente en la primera temporada y posteriormente se volvió en parte del elenco principal. Desde su debut ha sido uno de los personajes favoritos de los seguidores de la serie. Está basado en el personaje de La Bella y la Bestia por Jeanne-Marie Leprince de Beaumont, y en el personaje de la película del mismo nombre de 1991.

## Historia del personaje
En el Bosque Encantado, Bella es la hija de Sir Maurice y su mujer Colette. Es el verdadero amor de Rumplestiltskin. 
En las Guerras de los Ogros,  durante el ataque de un Ogro, Colette protegió a su hija a expensas de su propia vida. Bella no recuerda esto y para recordar viaja a Arendelle donde conoce a la Princesa Anna, y es parcialmente responsable de ser capturada por La reina de las nieves. Cuándo el reino de su padre es otra vez acechado por las guerras de los ogro, Rumplestiltskin ofrece protegerles a cambio de que Bella se convierta en su propiedad. Bella acepta el trato y forman un vínculo hasta que Rumplestiltskin erróneamente cree que Bella está trabajando para Regina y le fuerza a dejarle para siempre. Más tarde se une a una expedición para cazar al Yaoguai, un monstruo que aterroriza a un reino lejano. Utilizando su conocimiento sobre los libros, se une a Mulan para derrotar a la bestia, el cual resulta ser el Príncipe Felipe,  el cual había sido maldecido. Tras eso, pretende regresar con Rumplestiltskin, aunque la Reina Malvada le captura y le miente a Rumplestiltskin, diciéndole que Bella se suicidó, trastornándole.
En Storybrooke, Belle permanece internada bajo el hospital de la ciudad durante 28 años por Regina. Es liberada por Jefferson y encuentra al Señor Gold (Rumplestiltskin), profesando su amor por él cuándo la maldición está rota y estando junto a él, éste trae la magia a Storybrooke. Cuándo Gold encuentra una manera de dejar Storybrooke sin perder su memorias, Belle es herida de bala por Garfio, provocando que atraviese la frontera y pierda su memoria de nuevo. Recupera la memoria gracias a Regina, pero no su verdadera memoria sino una totalmente distinta en la que es Lacey, una chica totalmente opuesta a Bella, la cual anima los impulsos más oscuros de Gold. Más tarde, Gold encuentra una poción que la devuelve su identidad original, después de la cual no vuelve a utilizar el nombre de "Lacey". Cuando el Señor Gold, junto con Emma Swan, Mary Margaret, David, Regina, y Garfio viaja a Nunca Jamás para recuperar a Henry, que ha sido secuestrado,  le entrega a Belle un hechizo de protección para que lo lance alrededor de Storybrooke. Durante su estancia en Nunca Jamás,  el Señor Gold se encuentra varias veces con Belle, aunque no es más que una ilusión; más tarde se revela que es, en realidad, la sombra de su padre Peter Pab. Los dos se reúnen cuándo el grupo regresa a Storybrooke después de recuperar a Henry, aunque Gold se sacrifica para matar a su padre. Aun así, los restos de la maldición de Pan llevan a Belle, junto con los otros habitantes, de vuelta a sus mundos originales.
En el Bosque Encantado, Bella y Neal viaje a la bóveda de la Oscuridad. Para la desaprobación de Belle, Neal desbloquea la bóveda, resucitando a Rumplestiltskin pero sacrificándose él. Bella regresa a Storybrooke cuándo Blancanieves y el príncipe promulgan una nueva maldición para parar a Zelena, la Bruja Malvada del Oeste por tomar a su bebé. A su libertad, el Señor Gold se propone a Belle después de confiarle su daga (desconociendo ella que  es una réplica) y los dosse casan. Al final,  Bella descubre el engaño, expulsando a su marido de la ciudad.Gold regresa a la ciudad, sólo para encontrar a Bella en una relación romántica con Will Scarlet. Como la condición de Gold empeora, siendo consumido por los poderes de la Oscuridad, Bella le confiesa que no ama a Will. El Aprendiz saca la oscuridad del corazón de Gold, aunque ésta se introduce en Emma Swan. Con los otros residentes, Bella es transportada al Bosque Encantado, viajando Emma a Camelot para encontrar a Merlin y sacar su oscuridad. Aun así, semanas más tarde,  regresan a Storybrooke sin recuerdos de cómo fallaron.

## Desarrollo del personaje y recepción
Los productores habían planeado hacer del personaje de Bella un personaje recurrente en la serie, pero después de apariciones esporádicas en la primera temporada,  se convirtió en un personaje regular en la segunda.
Si De Ravin no hubiese aceptado el personaje de Bella,  hubiese protagonizado una serie de televisión titulada Americana; ABC decidió transmitir el piloto en 2012.
La compañera de De Ravin en Once Upon a Time, Keegan Connor Tracy (quién interpreta al hada Azul/Madre Superiora), también interpretó a Bella en la película de televisión de 2015, Descendants.